# Namie Amuro
Namie Amuro (安室 奈美恵, Amuro Namie) (Naha, Prefectura d'Okinawa, 20 de setembre de 1977) és una cantant, ballarina, i prèviament estrella (actriu/cantant) infantil japonesa, qui, a causa del pes de la seua popularitat era referida com la "Reina Adolescent del Japó" i la "Reina de la Música J-pop".
Amuro va debutar a l'edat de catorze en un grup de xiques dit Super Monkey's. Encara que no van tenir molt èxit, el grup va guanyar popularitat en el seu últim any amb el senzill "Try Me Watashi o Shinjite" (1995). Amuro va deixar el grup després del llançament de dos senzills més; va començar la seua carrera com solista amb el llavors menut i independent segell discogràfic Avex Trax. Sota l'ensenyament del productor Tetsuya Komuro, Amuro ràpidament es va convertir en un èxit comercial, produint vendes milionàries dels seus discos i començant diverses tendències de moda. El seu senzill "Can You Celebrate?" (1997) es va convertir en el senzill més venut per una solista femenina al Japó. A la fi d'eixe any Amuro es va retirar per a dedicar-se al seu compromís i embaràs.
Va tornar a la indústria musical el 1998 amb el seu senzill "I Have Never Seen", va enfrontar vendes cada vegada més baixes conforme passava el temps. Va acabar la seua relació laboral amb Tetsuya Komuro en 2001, i es va unir al projecte Suite Chic que la transformaria en artista R&B. Des de llavors ha estat renovant-se a si mateixa, i ha assolit renovar l'interès de les persones en ella. El seu disc Play (2007) va debutar en el top dels charts i va ser seguit pel senzill "60s 70s 80s" (2008), el primer a ser número després de 10 anys.
Després d'una dècada d'haver debutat musicalment, segueix sent una de les cantants femenines que han sobreviscut durant més temps. És l'única cantant japonesa que ha assolit tenir un senzill col·locat en #1 cada any durant catorze anys consecutius. També contínua combatent reeixidament l'estigma de ser una mare soltera divorciada i treballadora (encara que va anunciar els seus plans de matrimoni amb la seua actual parella a mitjans del 2008). El 30 de juliol de 2008 va llançar el seu tercer àlbum de gran èxit, Best Fiction, i actualment es troba en el tour promocional d'aquest.

## Biografia
Vida primerenca i carrera
Namie Amuro va nàixer en Naha, Okinawa, criada solament per la seua mare, Emiko Taira, a causa del fet que s'havia divorciat quan Namie tenia l'edat de 4 anys. Emiko Taira és mitja-japonesa, mitjana-italiana. Taura treballava com empleada en una guarderia i de hostess en un bar per a mantenir als seus fills.
Amuro no tenia la intenció de convertir-se en una artista; volia ser una aeromossa. Com siga, a l'edat de dotze, mentre visitava a una amiga, va ser descoberta per Masayuki Makino, l'amo de l'"Okinawa Actors School". Amuro es va unir eventualment a aquest col·legi; després de dos anys d'estudi, Makino la va col·locar en un grup dit Super Monkey's amb altres cinc xiques: Ameku Minako, Takushi Nanaku, Aragaki Hisako i Makino Anna. Van debutar al setembre de 1992 en Toshiba-EMI. Un any després graven el seu primer single Mr. USA (ミスターUSA), i en contra dels desitjos de la mamà d'Amuro, el grup es va mudar a Tòquio.
L'èxit de Super Monkey's no va ser gran i canviaven constantment de membres. Ameku Minako deixa la banda per a treballar amb la seua instructora de ball passant-se a dir-se "Super Monkey's 4". Després de gravar el seu tercer single Dancing Junk, Aragaki Hisako deixa la banda on Matsuda Ritsuko (リナ) i Miyauchi Regna (レイナ) van ser les escollides per a reemplaçar a les altres dues menudes.
Des d'eixe moment Amuro va captar l'atenció de tots convertint-se així novament en "Namie Amuro and the Super Monkeys", nom sota el qual van editar el seu nou senzill Paradise Train. A part de les activitats amb el grup, va tenir menuts papers en drames televisius i xicotets films.
Després de deixar a Super Monkey's, Amuro va llançar dos senzills com solista sota la signa Toshiba-EMI i les altres xiques van formar el seu propi grup cridat MAX.
1995-1997: Èxit comercial
El senzill debut d'Amuro en Avex, "Body Feels Exit", va ser llançat a l'octubre de 1995, va ser el primer fruit de la seua relació laboral amb el productor Tetsuya Komuro. "Chase the Chance" va ser llançat dos mesos després i es va convertir en el seu primer senzill nombre un amb vendes milionàries. Va guanyar el Golden Arrow Award 1995.
En la primera meitat de 1996, Amuro va acumular senzills de vendes milionàries: "Don't Wanna Cry" i "You're My Sunshine". El seu àlbum d'estudi Sweet 19 Blues, llançat el 22 de Julio, 1996, va ser un èxit comercial, venent més de tres milions d'unitats. La seua popularitat augmente també: va aparèixer en la pantalla gran en dos films i es va convertir en una icona de la moda al Japó, iniciant una moda dita Amuraa caracteritzada per pell bronzejada, cabell tenyit, minifaldilla i botes.
El 27 de Novembre, 1996, va llançar el senzill "A Walk in the Park", que també va vendre més d'un milió d'unitats. A la fi de 1996, Amuro guanye el Grand Prix Award, l'honor més gran en les indústries musicals del Japó, per la seua cançó "Don't wanna cry", convertint-la en l'artista més jove en haver-lo guanyat. Va fer Okinawa més popular en el país.
El seu primer senzill de 1997, "Can You Celebrate?", eventualment va vendre 2.29 milions de còpies, sent el senzill millor venut per una artista femenina al Japó. Eixe mateix any, després del llançament d'altre senzill "How to be a girl", i un segon àlbum, Concentration 20, Amuro va realitzar un tour en quatre domos del Japó en l'estiu. El 3 d'agost d'eixe any, les vendes dels seus discos van arribar els 20 milions.
En l'hivern, Amuro va anunciar en una conferència de presa que havia contret matrimoni amb Masaharu Maruyama (també conegut com a Sam del grup TRF), i que a causa d'açò i que tenia tres mesos d'embaràs es retiraria temporalment de la indústria musical. Al final d'aqueix mateix any, va guanyar el Grand Prix Award de nou però aquesta vegada per "Can You Celebrate?" i va realitzar la seua aparença final en Kouhaku Uta Gassen.

## Discografia
| - 1995: Dance Tracks Vol.1 - 1996: Sweet 19 Blues - 1997: Concentration 20 - 2000: Genius 2000 - 2000: Break the Rules - 2003: Style - 2005: Queen of Hip-Pop - 2007: Play - 2009: Past < Future - 2012: Uncontrolled - 2013: Feel - 2015: _genic | - 1998: 181920 - 2002: Love Enhanced Single Collection - 2008: Best Fiction - 2011: Checkmate! - 2014: Ballada - 2017: Finally |

## Concerts i tours
- August 31, 1996 - September 1, 1996: Summer Presents '96 Amuro Namie with Super Monkey's (sic)
- March 23, 1997 - May 18, 1997: Namie Amuro tour 1997 a walk in the park
- July 26, 1997 - August 13, 1997: Mistio presents Namie Amuro Summer Stage '97 Concentration 20
- March 20, 2000 - May 7, 2000: Namie Amuro Tour "Genius 2000"
- March 18, 2001 - May 27, 2001: Namie Amuro tour 2001 Break the Rules
- October 17, 2001 - November 10, 2001: Namie Amuro tour "AmR" '01
- November 29, 2003 - April 11, 2004: Namie Amuro So Crazy Tour Featuring Best Singles 2003-2004
- August 27, 2004 - September 20, 2004: Namie Amuro tour "fan space '04"
- September 1, 2005 - December 24, 2005: Space of Hip-Pop: Namie Amuro Tour 2005
- August 13, 2006 - November 23, 2006: Namie Amuro Best Tour "Live Style 2006"
- August 18, 2007 - April 13, 2008: Namie Amuro "Play" Tour 2007-2008
- October 25, 2008 - March 20, 2009: Namie Amuro Best Fiction tour 2008-2009
- April 3, 2010 - December 15, 2010: Namie Amuro Past<Future tour 2010
- July 30, 2011 - December 27, 2011: Namie Amuro Live Style 2011
- November 24, 2012 - December 21, 2012: Namie Amuro Five Major Dome Tour 2012 ~20th Anniversary Best~
- February 23–24, March 16 & April 26, 2013 : Namie Amuro ASIA Tour 2013
- August 16, 2013 - December 23, 2013: Feel Tour 2013
- August 22, 2014 - December 23, 2014: LIVE STYLE 2014
- September 5, 2015 - TBR: Namie Amuro Livegenic 2015–2016

## Filmografia

### Drames
- Ichigo hakusho (TV Asahi, 1993)
- Toki o Kakeru Shojo (Fuji TV, 1994)
- Watashi, mikata desu (TBS, 1995)
- Station (NTV, 1995)
- 湘南リバプール学院 (Fuji TV, 1995)

### Pel·lícules
- That's Cunning! Shijo Saidan no Sakusen (1996)
- Gakko II: The Learning Circle (aka: A Class To Remember 2) (1996) (Cameo)

### Temes Principals de Sèries Drama
- "Chase The Chance" — theme song for The Chef (NTV, 1995)
- "Can You Celebrate?" — theme song for Virgin Road (Fuji TV, 1997)
- "I Have Never Seen" — theme song for Yonigeya Honpo (NTV, 1999)
- "All for You" — theme song for Kimi ga omoi de ni Naru Mae ni (Fuji TV, 2004)
- "Baby Don't Cry" — theme song for Himitsu no Hanazono (KTV, 2007)
- '"Sexy Girl" — theme song for Otome no Punch (NHK, 2008)